# Хоисешти (Њамц)
Хоисешти (рум. Hoisești) насеље је у Румунији у округу Њамц у општини Марђинени. Oпштина се налази на надморској висини од 317 m.

## Становништво
Према подацима из 2002. године у насељу је живело 999 становника, од којих су сви румунске националности.